# Vauvenargues
Vauvenargues ist eine französische Gemeinde mit 1058 Einwohnern (Stand 1. Januar 2022) im provenzalischen Département Bouches-du-Rhône. Bekannt wurde der Ort als Wirkungsstätte des Künstlers Pablo Picasso in den Jahren 1958 bis 1973.

## Geografie
Vauvenargues liegt in den provenzalischen Voralpen im Tal des Flusses Cause und seines Zuflusses Infernet zwischen den Gebirgszügen Montagne Sainte-Victoire im Süden und Montagne des Ubacs im Norden. Mit der etwa 15 km westlich gelegenen Stadt Aix-en-Provence ist Vauvenargues über eine im Gemeindebereich der Cause und dem daraus gestauten See Lac du Bimont folgende Landstraße verbunden. Daneben existieren lediglich zwei Straßenverbindungen in Nachbargemeinden, die über die Gebirgspässe Col du Sambuc Richtung Norden und Col des Portes Richtung Osten führen.

## Geschichte

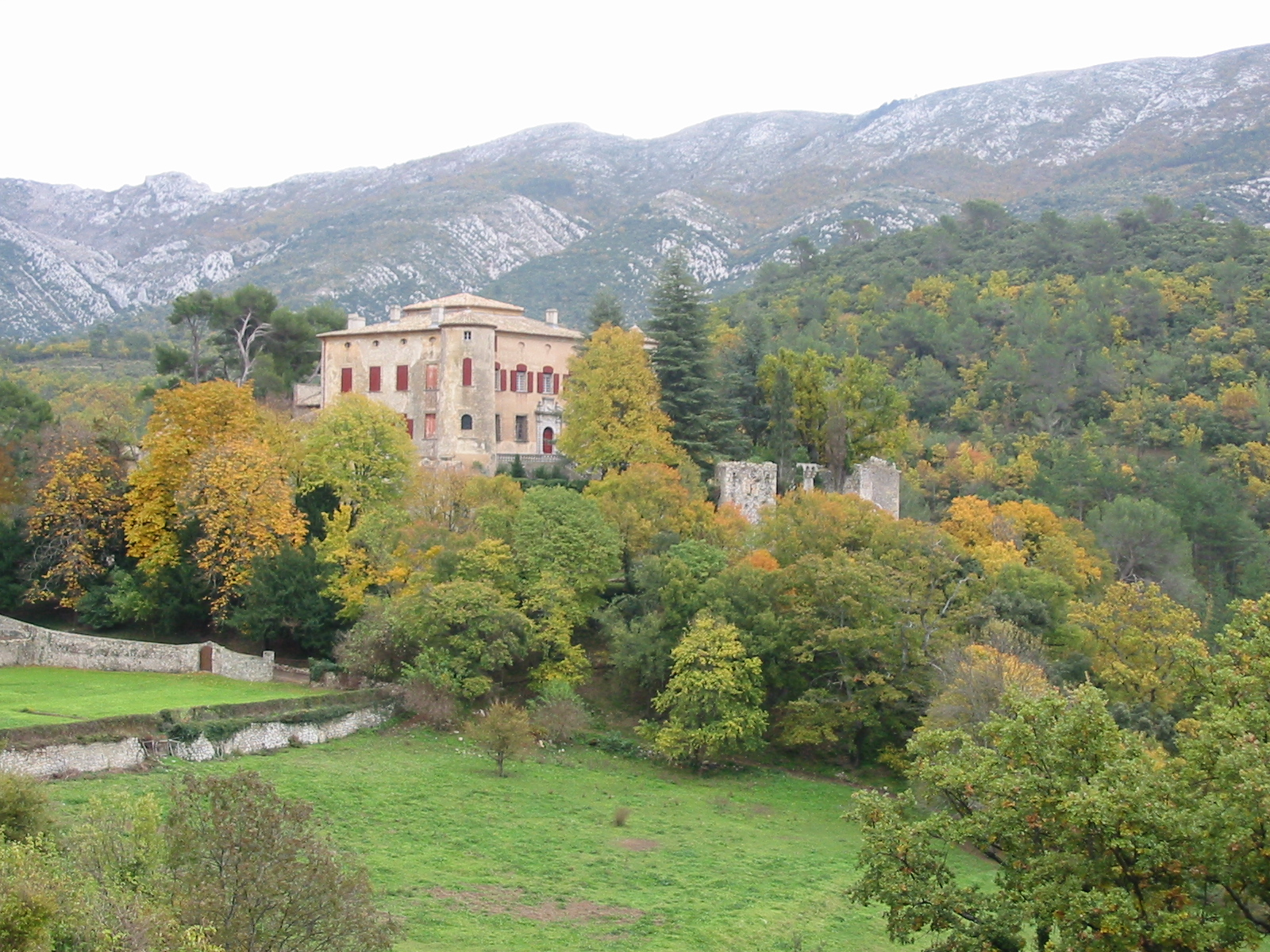
Schloss Vauvenargues

Die erste Erwähnung des Ortes ist für das 13. Jahrhundert belegt, als das Lehen Vauvenargues der Grafen der Provence auf den Erzbischof von Aix-en-Provence überging. Bereits damals bestand ein Vorläufer des Schlosses Vauvenargues, dessen heutige äußere Form durch die Errichtung der beiden Türme im 14. Jahrhundert und den Umbau der Außenmauern im 17. Jahrhundert entstand. Nach den Bischöfen von Aix übernahm die Familie Clapiers, der der Moralist Luc de Clapiers entstammt, Lehen und Schloss bis zur Französischen Revolution.
Pablo Picasso erwarb das Schloss 1958, bewohnte es bis 1960 und nutzte es bis zu seinem Tod im Jahre 1973 als Atelier. Sein Grab befindet sich im Park des weiterhin zum Besitz der Familie Picasso zählenden, bislang nicht öffentlich zugänglichen Schlosses. Zum „Picasso-Jahr 2009“ war es unter restriktiven Auflagen – 85 Besucher pro Tag – für die Öffentlichkeit zugänglich.

### Bevölkerungsentwicklung
| Jahr                       | 1962 | 1968 | 1975 | 1982 | 1990 | 1999 | 2006 | 2016 |
| Einwohner                  | 177  | 271  | 412  | 585  | 674  | 729  | 896  | 1015 |
| Quellen: Cassini und INSEE |      |      |      |      |      |      |      |      |